# Declaración Universal sobre Bienestar Animal
La Declaración Universal sobre Bienestar Animal (DUBA) es una propuesta de acuerdo intergubernamental para reconocer que los animales son seres capaces de sentir y sufrir, que tienen unas necesidades de bienestar que deben ser respetadas y que la crueldad hacia ellos debe terminar. De ser aprobada por Naciones Unidas, la DUBA sería un conjunto de principios que animarían a los gobiernos nacionales a crear o mejorar las iniciativas y legislaciones de protección a los animales.
El bienestar animal es importante no sólo para los animales, además tiene una relación cada vez más evidente con el desarrollo sostenible, la seguridad alimentaria y otros asuntos que son preocupación de Naciones Unidas. Por eso se dice que la DUBA podría ayudar a alcanzar algunos de los Objetivos de Desarrollo del Milenio que esa organización se propuso en 2000.
La Declaración Universal sobre Bienestar Animal (DUBA) fue concebida por la Sociedad Mundial para la Protección Animal WSPA, la cual funciona como secretariado para la iniciativa apoyada por otras de las organizaciones más importantes de bienestar animal a nivel mundial como la Humane Society of the United States (Sociedad Humanitaria de los Estados Unidos. La Organización Mundial de Sanidad Animal (OIE) declaró su apoyo a la DUBA en 2007.

## Gobiernos e instituciones que apoyan la DUBA
- Bolivia
- Camboya
- Costa Rica
- Fiyi
- Nueva Zelanda
- Panamá
- Suecia
- Seychelles
- Asociación Veterinaria Mundial(WVA).
- Asociación Mundial de Veterinarios de Pequeños Animales.
- Organización Mundial de Sanidad Animal (OIE).
- Asociación Veterinaria de la Mancomunidad (CVA).
- Federación de Veterinarios de Europa (FVE).
- Asociaciones veterinarias nacionales de:
  - Australia
  - Nueva Zelanda
  - Reino Unido
  - Países Bajos
  - Tailandia
  - Colombia
  - Chile
  - Tanzania
  - Filipinas
- SUVEPA Uruguay
- Colegio de Médicos Veterinarios de Costa Rica.
- Colegio de Veterinarios de Lima –Perú.
- Colegio de Veterinarios de la Provincia de Buenos Aires.
- Colegio de Veterinarios de Buenos Aires (Capital Federal).
- Ministerios de Medioambiente y Agricultura – Colombia.
- Vice Ministerio de Medioambiente – Bolivia.
- Ministerio de Medioambiente de Chile.

Como contraposición a la DUBA: las entidades proteccionistas de todo el mundo esperan que la ONU promulgue la DUDA (Declaración Universal de los derechos del Animal) que difiere de la DUBA al sostener que los animales poseen derechos y no solo libertades, con establece el deber del Estado de preservación de esos derechos, y no solo a los propietarios de esos animales, desterrando el control poblacional a través de la eutanasia.

## Apoyo público para la iniciativa
Una petición está recogiendo el apoyo de los ciudadanos del mundo para la Declaración Universal sobre Bienestar Animal, hasta ahora casi dos millones de personas han aportado sus firmas.